# Soud Bosny a Hercegoviny
Soud Bosny a Hercegoviny (bosensky Sud Bosne i Hercegovine, srbsky Суд Босне и Херцеговине) je nejvyšší soud v zemi. Byl ustanoven dne 3. července 2002 rozhodnutím Parlamentního shromáždění Bosny a Hercegoviny na základě Zákona o soudech Bosny a Hercegoviny, který vyhlásil dne 12. listopadu 2000 Vysoký představitel pro Bosnu a Hercegovinu. Sídlí na adrese Kraljice Jelene 88. Současnou předsedkyní soudu je Minka Kreho.
Činnost soudu je kromě místního zákona také regulována statutem vydaným Radou bezpečnosti OSN, pravidly přijatými soudci a dalšími bosenskými zákony, jako je například trestní zákoník Bosny a Hercegoviny. Navzdory mezinárodní přítomnosti mezi soudci (někteří soudci nejsou občané Bosny a Hercegoviny) a obžalobou jsou hlavní funkce soudu v rukou občanů Bosny a Hercegoviny, jednání jsou vedena úředních jazycích Bosny a Hercegoviny a odsouzení si odpykávají tresty ve věznicích Bosny a Hercegoviny.
Soud se zabývá případy, které se přímo týkají Ústavy Bosny a Hercegoviny a záležitostí, jako je boj s terorismem, válečné zločiny, obchod s lidmi, organizovaný zločin a hospodářské zločiny. Některé zločiny, např. válečné, postoupil Mezinárodnímu tribunálu v Haagu.
V roce 2025 vydal zatykač na prezidenta Republiky srbské, Milorada Dodika, následně Národní skupština Republiky srbské hlasovala o zrušení jeho jurisdikce nad územím této entity.